# Killing (pel·lícula)
Killing (斬、, Zan) és una pel·lícula dramàtica japonesa del 2018 dirigida per Shinya Tsukamoto. Va ser seleccionat per ser projectat a la secció principal de competició de la 75a Mostra Internacional de Cinema de Venècia.

## Argument
Mokunoshin Tsuzuki és un jove samurai errant sense mestre. S'atura en un poble de pagesos pobres per protegir-los i ajudar-los a collir arròs. S'entrena creuant espases amb Ichisuke, el fill adolescent de la seva família d'acollida. Un dia, un samurai vell anomenat Sawamura, arriba al poble, decidit a reclutar altres guerrers per anar a Kyoto i lluitar a la guerra civil. Tsuzuki accepta seguir-lo. Sawamura també dóna la benvinguda a l'entusiasta però sense experiència Ichisuke, tot i que la Yu, la germana d'aquest, està en contra. Tanmateix, també arriba al poble un grup de proscrits dissolts, liderats per Sezaemon Genda. En Tsuzuki inicialment aconsegueix mantenir bones relacions amb Genda, però Ichisuke provoca els proscrits, que el van colpejar. En contra dels consells de Tsuzuki, que voldria mantenir la pau, Sawamura decideix defensar l'honor d'Ichisuke, que ara és un dels seus homes. Així, el samurai mata una gran part de la colla de Genda. Els supervivents prenen represàlies matant a Ichisuke. Yu, devastada per la seva pèrdua, insta a la Tsuzuki a venjar el seu germà. Però Tsuzuki, que mai no ha matat ningú, no aconsegueix tractar amb els proscrits, que vénen a violar a Yu davant seu. Només la intervenció de Sawamura els salva: l'home gran mata Genda i els altres bandits, però queda greument ferit. Quan arriba el moment de marxar cap a Kyoto, però, en Tsuzuki no es troba. Sawamura el persegueix: Tsuzuki ha eludit els seus deures i, per tant, ha de ser matat. Quan els dos guerrers finalment es troben cara a cara, però, és en Tsuzuki qui mata a Sawamura.

## Repartiment
- Sosuke Ikematsu com a Mokunoshin Tsuzuki
- Yū Aoi com a Yu
- Tatsuya Nakamura com a Sezaemon Genda
- Ryūsei Maeda com Ichisuke
- Shinya Tsukamoto com a Jirozaemon Sawamura

## Premis
Va participar en la secció oficial del LI Festival Internacional de Cinema Fantàstic de Catalunya, on va guanyar el premi a la millor banda sonora.